# چارلز جوزف بناپارت
چارلز جوزف بناپارت (Charles Joseph Bonaparte)‏ (۹ ژوئن ۱۸۵۱–۲۸ ژوئن ۱۹۲۱)، حقوقدان و فعال سیاسی برای نهضت‌های ترقی‌خواه و لیبرال بود. وی که اصلاً از شهر بالتیمور ایالت مریلند بود در کابینهٔ تئودور روزولت، بیست و ششمین رئیس‌جمهور ایالات متحده خدمت کرد.
بناپارت وزیر نیروی دریایی ایالات متحده و بعدها دادستان کل ایالات متحده بود. در جریان تصدی به عنوان دادستان کل، اداره تحقیقات را ایجاد کرد که بعداً در دههٔ ۱۹۲۰ تحت ریاست جی. ادگار هوور (۱۸۹۵–۱۹۷۲)، به‌عنوان اداره تحقیقات فدرال (FBI) رشد و توسعه یافت. این اداره در سال ۱۹۳۵ تغییر نام داده شد. بناپارت نوهٔ دختری ناپلئون بناپارت، امپراتور فرانسه بود.
بناپارت یکی از بنیان‌گذاران و مدتی اتحادیهٔ ملی شهرداری‌ها بود. و همچنین فعال با سابقهٔ حقوق ساکنان سیاه‌پوست شهر بود.

## اوایل زندگی و آموزش
بناپارت پسر ژروم («بو») ناپلئون بناپارت (۱۸۰۵–۱۸۷۰) و سوزان مری ویلیامز (۱۸۱۲–۱۸۸۱) که نسل آمریکایی خانوادهٔ بناپارت از آن‌ها سرچشمه گرفته بود و نوهٔ ژروم بناپارت، پادشاه وستفالیا و کوچک‌ترین برادر فرانسوی امپراتور ناپلئون اول، در ۹ ژوئن۱۸۵۱ در شهر بالتیمور ایالت مریلند به دنیا آمد. اما با این‌وجود بناپارت‌های آمریکایی جزء این دودمان حساب نمی‌شدند و هرگز از این القاب استفاده نکردند.
بناپارت در سال ۱۸۷۱ از کالج هاروارد در کمبریج ایالت ماساچوست فارغ شد و در جریان سال اول دانشجویی خود در گریس هال زندگی می‌کرد. سپس به دروس خود در دانشکده حقوق هاروارد ادامه داد و بعداً به‌عنوان ناظر دانشگاه در آنجا خدمت کرد. در شهر بالتیمور به وکالت پرداخت و به یکی از اعضای برجستهٔ جنبش‌های شهرداری و اصلاحات ملی تبدیل شد.

## حرفه
در سال ۱۸۹۹ بناپارت سخنران اولی نخستین کلاس فارغ‌التحصیلی مؤسسهٔ زنان کاتولیک رومی تحت ادارهٔ هیئت خواهران مدرسهٔ نوتر دام، کالج نوتر دام مریلند (دانشگاه نوتردام مریلند فعلی)، بود. «وی در مورد اهمیت مدرک کارشناسی صحبت می‌کرد»: 
امروز و این‌جا برای نخستین بار در آمریکا، یک کالج کاتولیک آموزش بانوان مدرک کارشناسی اعطاء می‌نماید…
سبک بورسیه… که به نفع دریافت کنندهٔ مدرک کارشناسی است، دو نشان متمایز و اساسی دارد. این در و هلهٔ نخست بر همدلی سخاوت‌مندانه با هرنوع مطالعه و تحقیق صادقانه، منطقی و بی‌طرفانه، دلالت می‌نماید. یک دانشجو و قبل از همه یک دانشجوی پسر ممکن به رشتهٔ خاصی از دانش علاقمندی داشته باشد اما به هیچ‌یکی بی اعتناء نیست. او نحوهٔ ارزش قائل شدن برای هر تلاش موفق برای تسلط بر حقیقت و نحوهٔ نگرش فراتر از چیزهای کوچک علم را می‌داند… به چیزهای بزرگ را می‌داند - همان‌طوری که اثر خدا در طیعیت دیده می‌شود، ذهن خدا در ذهن انسان‌ها سایه افگنده است.

بانوان جوان، اگر این مدرک برای برادران شما یک چنین معنی می‌دهد، برای شما چه معنی می‌دهد.
بناپارت در یک خانهٔ شهری در شمال شهر بالتیمور در مجاورت انجمن مونت ورنون - بلورده زندگی می‌کرد و یک خانهٔ ییلاقی در حومهٔ شهرستان بالتیمور در ایالت مریلند داشت که شهر را از غرب، شمال و شرق احاطه کرده‌است. بیلا وایستا، خانه بناپارت در سال ۱۸۹۶ توسط معمار جیمزبوسلس نوئل وایت (۱۸۴۷–۱۹۲۶) و ویلیام جی. نولتینگ (۱۸۶۶–۱۹۴۰) در شرکت مشهور مشارکت معماری محلی مربوط به وایت و نولتینگ، طراحی شد. این خانه در شرق جادهٔ هارفورد (مسیر ۱۴۷ مریلند) در منطقهٔ بنام گلن آرم، قرار دارد. از آنجایی‌که بناپارت از نصب لین برق یا تلگراف به‌علت عدم علاقه به فناوری به تأیید مربی گاریش خودداری کرد، این خانه تا دههٔ ۱۹۲۰ به سیستم برقی مجهز نشد.

### سیاست
بناپارت یکی از بنیان‌گذاران اتحادیهٔ اصلاحات بالتیمور بود که در سال ۱۸۸۵ سازماندهی شد که سرانجام منجر به برقراری میزان معینی از دولت شهرداری کارآمد و اکثریت قاطع در انتخابات در سال ۱۸۹۵ شد که در آن جمهوری‌خواهان لیبرال ترقی‌خواه اقلیت با سابقه سازمان سیاسی دموکراتان با سابقه را دربخش‌های عمدتاً دموکرات شهر بالتیمور کنار زدند و برای مدت کوتاهی با دست و دل پاک حکومت کردند. از سال ۱۹۰۲ تا سال ۱۹۰۴، عضو کمیسیون سرخپوستان بود، در سال ۱۹۰۴ رئیس اتحادیهٔ ملی اصلاحات خدمات غیرنظامی بود و متولی دانشگاه کاتولیک آمریکا در شمال‌شرقی واشینگتن دی. سی منصوب شد. در سال ۱۹۰۴ توسط رای‌دهندگان ایالت مریلند به‌عنوان عضو هیئت انتخاب کنندگان انتخاب شد.
بناپارت در سال ۱۹۰۵ از طرف رئیس‌جمهور تئودور روزولت، به‌عنوان وزیر نیروهای دریایی منصوب شد. در سال ۱۹۰۶ دادستان کل شد و تا اخیر دورهٔ حکومت روزولت این سمت را به‌عهده داشت. وی بر شکایت‌های که علیه انحصارگرایی اقامه می‌شد، فعالانه عمل می‌کرد و تا حد زیادی مسئول شکستن انحصارگرایی شرکت تنباکو بود. بناپارت به «چارلی، تعقیب کننده کلاه‌بردار» مشهور شد. در سال ۱۹۰۸ اداره تحقیقات (BOI) را در داخل وزارت دادگستری که قبلاً در دورهٔ ریاست خودش در دادستانی کل در سال ۱۸۷۰ایجاد شده بود، تأسیس کرد. در دههٔ ۱۹۲۰ تحت ریاست رئیس قدیمی آن جی. ادگار هوور، این اداره دوباره سازماندهی و کارایی آن بالا برده شد و در سال ۱۹۳۵ به اداره تحقیقات فدرال (FBI) تغیر نام داده شد.

## زندگی شخصی
بناپارت در ۱ سپتامبر سال ۱۸۷۵ با آلن چانینگ دی (۱۸۵۲–۱۹۲۴) دختر دادستان توماس میلز دی و آن جانز دون ازدواج کرد. آن‌ها هیچ فرزند نداشتند.
در سال ۱۹۰۳ جایزه بخت‌آزمایی، قدیمی‌ترین و با اعتبارترین جایزه برای کاتولیک‌های آمریکایی توسط دانشگاه نوتردام به وی اعطا شد.

## مرگ
بناپارت در بلا ویستا فوت نمود و در قبرستان برجستهٔ لودون پارک در جنوب‌غربی بالتیمور به خاک سپرده شد. بناپارت در اثر «رقص سنت ویتوس» که یک نوع بیماری با حرکات غیرطبیعی و غیرارادی است (امروز بنام رقصاک یاد می‌شود) فوت نمود. یک خیابان در نزدیکی شهرستان بالتیمور بنام خیابان بناپارت نام‌گذاری شده‌است.
پس ار مرگ بناپارت، خانه وی بعدها در اختیار پیتر و مایکل کلی مشروب فروشان قرار گرفت. پس از این‌که آن‌ها این خانه را ترک نمودند، در اثر یک آتش‌سوزی ناشی از سیم کشی ناقص در ۲۰ ژانویه سال ۱۹۳۳ ویران شد. یک عمارت بتنی بزرگ جایگزین مکان آن شد و یک کالسکه خانه بزرگ که قدامت آن به ۱۸۹۶ بر می‌گردد هنوز در این ملک وجود دارد.